# معالم مدينة البصرة
تحوي مدينة البصرة على العديد من المعالم فيها. تحوي هذه المقالة بعضاً منها.

## كورنيش البصرة

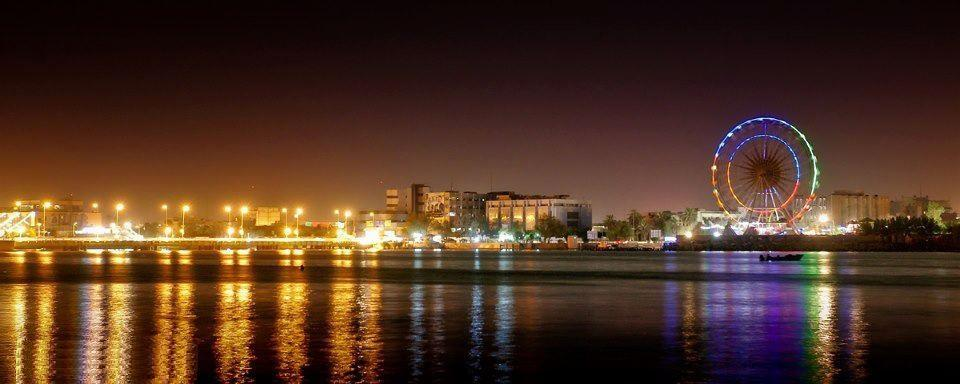
كورنيش العشار ليلا

شارع كورنيش البصرة: من أجمل وأحلى شوارع مدينة البصرة والعراق يمتد بمحاذاة شط العرب امتدادا من مصب نهر العشار في شط العرب شمالا ويمتد مرورا ب فندق البصرة الدولي وكازينو البدر حتى مبنى المستشفى التعليمي في منطقة البراضعية جنوبا.
من أشهر معالم الشارع: التمثال الشهير للشاعر بدر شاكر السياب ومبنى البنك المركزي العراقي وجسري التنومة الجديد والقديم والسراي العثماني ومدينة العاب الكورنيش وغيرها من المقاهي الشبابية الحديثة والمطاعم السياحية.

## شارع الوطن
من أشهر شوارع البصرة ومعالمها ويحتوي على الكثير من المحلات التجارية وصالات الألعاب الترفيهية والمطاعم والفنادق الضخمة. وهو بجانب شط العرب على الضفة البعيدة من إيران، ويحتوي على مجمعات تسويقية تجارية، ومقاهي شعبية ذات طابع تراثي وعصري بالإضافة إلى أسواق الألبسة الرجالية ويبقى الشارع يعج بالمارّة حتى ساعات متأخرة من الليل.
كان الشارع في الستينات من القرن الماضي يحتوي على العديد من المكتبات المتخصصة ببيع الكتب الإنجليزية والعربية. كان الشارع يحوي الكثير من المقاهي المهمة التي أنجب شعراء وكتب وروائيين عدة ومنها مقهى علي بابا الذي كان ملتقى للعديد من المثقفين منهم محمود البريكان مع الصكار, ومحمد خضير, وعبد الكريم كاصد، وعلي طالب، وفيصل لعيبي, و حسين عبد اللطيف، ومحمود عبد الوهاب. 
ومن الأماكن المهمة التي كانت موجودة فيه هو ستوديو لوكس للألحان الأرمنية.
بعدها اختفى مقهى علي بابا، وهدم مقهى الدكة التي ارتادهم الكثير من مثقفي وكتاب وشعراء المدينة في العقد السبعيني. 

## شارع الكويت

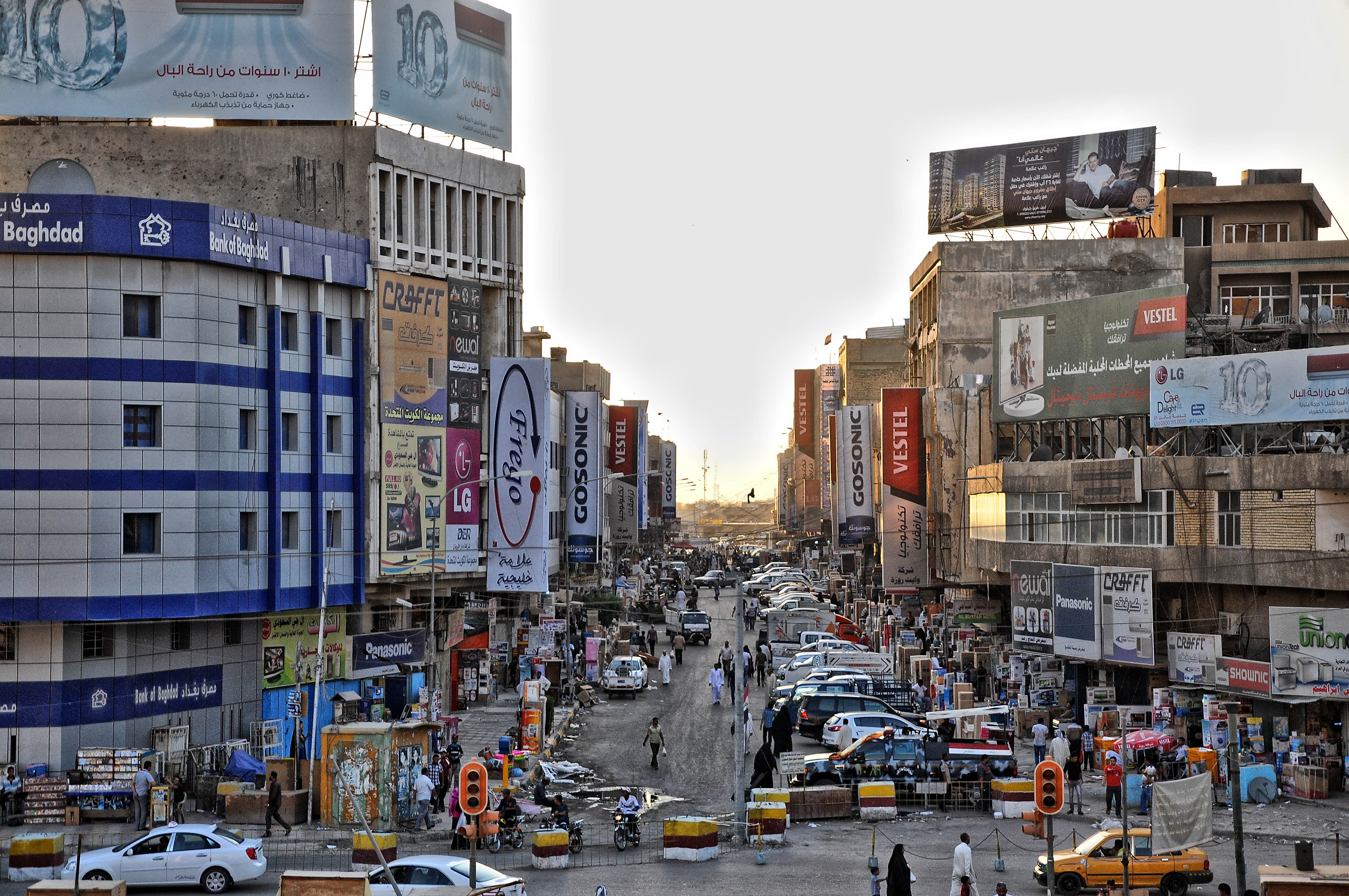
مدخل شارع الكويت في البصرة

شارع رئيسي في مدينة البصرة، مركز محافظة البصرة، يمتد الشارع من نهر الخندق شمالا حتى نهر العشار جنوبا، مرورا بسوق المغايز، وتقع على جانبي الشارع فنادق وأسواق تجارية ومؤسسات وشركات استثمارية مدنية كبيرة. وسمي بشارع الكويت لأنه سابقا كانت السلع التجارية مستوردة أغلبها من الكويت وحديثا أصبح مركز للسلع الإلكترونية.
يضم الشارع في إحدى فروعه الجانبية شارعاً يعرف ب«شارع المطابع» ويضم أغلب المكتبات المختصصة بالأدب والكتب العلمية مثل مكتبة الفكر المعاصر والمكتبة العلمية ومكتبة الفكر العربي وغيرها.

## اقرأ أيضاً
- أحياء مدينة البصرة